# Ершово (усадьба)
Ершово (Троицкое) — родовая усадьба графов Олсуфьевых близ одноимённого села, в 3 км к северу от Звенигорода. С 1928 года используется в рекреационных целях (дом отдыха, санаторий). Административно относится к территории посёлка Дома Отдыха Ершово.

## История
С 1624 по 1764 годы Ершово принадлежало боярскому роду Салтыковых. В 1764 году дочь петербургского генерал-полицмейстера Василия Салтыкова стала женой Адама Олсуфьева, кабинет-секретаря императрицы Екатерины II. В качестве приданого за невестой было дано село Ершово. Потомки этой четы сохраняли владение усадьбой до Октябрьской революции.

Сохранившиеся строения усадьбы возведены в начале царствования Николая I при графе Василии Олсуфьеве и соответствуют стилистике позднего московского ампира. Строительные работы в усадьбе курировал архитектор А. Г. Григорьев. Он же спроектировал высокую башеннобразную церковь-колокольню (1826-29), с которой в хорошую погоду можно было разглядеть московский храм Христа Спасителя. 
В ершовской усадьбе имелись хорошая библиотека и коллекция старинного оружия. «Большая полутемная библиотека сохраняла в своих шкафах французские преимущественно книги XVIII века и громадное количество всяких адрес-календарей, альманахов, в том числе готских, и других подобных справочников, — вспоминал А. Н. Греч. — Всё это помещалось в красного дерева шкафах, тянувшихся вдоль стен. В библиотеке стоял и рояль, старинный, как всегда, flügel; верно, комната эта, как самая большая в доме, служила чем-то вроде английского hall’a. Столовая, отделанная под дуб, вносила диссонанс во внутреннее убранство, так же как и в более позднее время устроенная моленная».
После смерти Василия Фёдоровича имение принадлежало его сыну Алексею Васильевичу (1831—1915), у которого время от времени гостил бывший сослуживец Афанасий Фет, помогавший хозяину дома переводить с латыни. В Ершове написаны несколько стихотворений Фета, в том числе строки, обращённые к хозяйке дома:
Но безразлично, беззаветно

Власть Вам дана:

Где Вы царите так приветно, —

Всегда весна.

В память о пребывании поэта в Ершове в 1903 г. в приходской церкви установлена мраморная доска. После Октябрьской революции содержимое олсуфьевского дома было объявлено музеем помещичьего быта. Согласно воспоминаниям А. Греча, охраняли его плохо, так что желающие могли беспрепятственно проникнуть внутрь через окно: 

Цела была обстановка голубой гостиной, где висели фамильные портреты Олсуфьевых, большей частью, правда, копии. Среди них заметно выделялся один — овальный, представлявший молодую прекрасную женщину в коричнево-лиловой амазонке, с тросточкой в руках, с прической высоко взбитых волос. В другой гостиной рядом, соответствовавшей колонной лоджии, выходившей в сад, стояли ампирные простеночные зеркала в золотых рамах со стильными веночками. Рядом с этой гостиной, в угловом кабинете, с мебелью, обитой кожей, висели гравюры, акварельные и карандашные портреты, дагерротипы и старые фотографии. Здесь была превосходная акварель работы П. Ф. Соколова, изображавшая мальчиков Олсуфьевых в красной и синей рубашечках, с вьющимися волосами.
Стены гостиной были обклеены редчайшими обоями, привезенными владельцами из Италии в середине XIX века. Эти обои, состоявшие из больших кусков-полотнищ, «представляли виды и ландшафты с кипарисами и пиниями, городами, церквами и виллами, около которых разыгрывались жанровые сценки — группы людей около остерии, пары, танцующие тарантеллу или просто прогуливающиеся». В конце 1920-х все экспонаты были перевезены в Саввино-Сторожевский монастырь, а в здании разместился дом престарелых. 
Во время Великой Отечественной войны, 11 декабря 1941 года, при отступлении из села, фашисты заперли в храме раненых пленных советских солдат и мирных жителей и взорвали Ершовскую Троицкую церковь. Она была воссоздана по сохранившимся чертежам Григорьева в 1995-99 гг. Господский дом во время войны также сгорел. Впоследствии восстановлен с искажениями: утрачены ряд помещений и анфиладная планировка. С 1952 г. здесь разместился дом отдыха для работников Минсредмаша (атомная энергетика и промышленность).

## Описание
Кирпичный дом Олсуфьевых двухэтажный (не считая подвала), небольшой по размерам: всего 14 комнат и по два больших зала на каждом этаже, из которых один использовался как домовая церковь.  Наиболее своеобразен фасад, выходящий на двор, с глубокой лоджией и белокаменным портиком ионического ордера. Прежде над подъездом красовался герб Олсуфьевых. Из белого камня выполнены и тонко профилированные карнизы. С другой стороны дома — трёхчастный проём в виде арки и терраса, спускающаяся в пейзажный парк.
В парке сохранились аллеи с вековыми липами и пруд с несколькими островками, между которыми перекинуты мостики. Также уцелели один из флигелей и павильон в парке
18 января 1952 года на месте усадьбы Олсуфьевых был открыт дом отдыха «Ершово».
- Флигель
- Старинный мостик
- Главный дом
- Пруд
- Боковой фасад
- Братская могила советских воинов в Доме отдыха Ершово